# هدر آلداما
هدر آلداما (انگلیسی: Heather Aldama؛ زادهٔ ۱ دسامبر ۱۹۷۸) بازیکن فوتبال اهل ایالات متحده آمریکا است.
از باشگاه‌هایی که در آن بازی کرده‌است می‌توان به اشاره کرد.
وی همچنین در تیم ملی فوتبال زنان ایالات متحده آمریکا بازی کرده‌است.